# Лазе-при-Домжалах
Лазе-при-Домжалах (словен. Laze pri Domžalah) — поселення в общині Домжале, Осреднєсловенський регіон, Словенія. 
Висота над рівнем моря: 321,6 м.